# Kamer van volksvertegenwoordigers (samenstelling 1991-1995)
De lijst van leden van de Belgische Kamer van volksvertegenwoordigers van 1991 tot 1995. De Kamer van volksvertegenwoordigers telde toen 212 leden.  Het federale kiesstelsel is gebaseerd op algemeen enkelvoudig stemrecht voor alle Belgen van 18 jaar en ouder, volgens een systeem van evenredige vertegenwoordiging op basis van de methode-D'Hondt, gecombineerd met een districtenstelsel.
De 48ste legislatuur van de Kamer van volksvertegenwoordigers liep van 16 december 1991 tot 12 april 1995 en volgde uit de verkiezingen van 24 november 1991.
Tijdens deze legislatuur was de regering-Dehaene I in functie, die steunde op een meerderheid van christendemocraten (CVP/PSC) en  socialisten (SP/PS). De oppositie bestond dus uit PRL, PVV/VLD, Volksunie, Vlaams Blok, Agalev, Ecolo, ROSSEM en FDF/PPW.

## Zittingen
In de 48ste zittingsperiode (1991-1995) vonden vier zittingen plaats. Van rechtswege kwamen de Kamers ieder jaar bijeen op de tweede dinsdag van oktober.
| Zitting               | Opening          | Sluiting        |
| --------------------- | ---------------- | --------------- |
| buitengewone zitting  | 16 december 1991 | 12 oktober 1992 |
| 2de zitting 1992-1993 | 13 oktober 1992  | 11 oktober 1993 |
| 3de zitting 1993-1994 | 12 oktober 1993  | 10 oktober 1994 |
| 4de zitting 1994-1995 | 11 oktober 1994  | 12 april 1995   |

De Kamers werden van rechtswege ontbonden door de verklaring tot herziening van de Grondwet van 12 april 1995.

## Samenstelling
| Begin legislatuur (1991) | Begin legislatuur (1991) | Begin legislatuur (1991) | Einde legislatuur (1995) | Einde legislatuur (1995) | Einde legislatuur (1995) |
| Fractie                  | Fractie                  | Zetels                   | Fractie                  | Fractie                  | Zetels                   |
| ------------------------ | ------------------------ | ------------------------ | ------------------------ | ------------------------ | ------------------------ |
|                          | CVP                      | 39                       |                          | CVP                      | 39                       |
|                          | PS                       | 35                       |                          | PS                       | 35                       |
|                          | SP                       | 28                       |                          | VLD                      | 30                       |
|                          | PVV                      | 26                       |                          | SP                       | 27                       |
|                          | PRL                      | 20                       |                          | PRL                      | 20                       |
|                          | PSC                      | 18                       |                          | PSC                      | 18                       |
|                          | Agalev-Ecolo             | 17                       |                          | Agalev-Ecolo             | 17                       |
|                          | Vlaams Blok              | 12                       |                          | Vlaams Blok              | 12                       |
|                          | Volksunie                | 10                       |                          | Volksunie                | 7                        |
|                          | ROSSEM                   | 3                        |                          | FDF/PPW                  | 3                        |
|                          | FDF/PPW                  | 3                        |                          | Onafhankelijk            | 3                        |
|                          | FN                       | 1                        |                          | FN                       | 1                        |

Wijzigingen in fractiesamenstelling:
- In 1992 stappen Jaak Gabriels (Volksunie) en Pierre Chevalier (SP) over naar de VLD.
- In 1993 stapt Hugo Coveliers (Volksunie) over naar de VLD en Herman Candries (Volksunie) over naar de CVP. Jean-Pierre Van Rossem en Jan Decorte (beide ROSSEM) stappen dat jaar uit hun partij en zetelen vanaf dan als onafhankelijken.
- In 1994 stapt Lisette Nelis-Van Liedekerke (CVP) over naar de VLD.
- Begin 1995 stapt Louis Standaert (ROSSEM) uit zijn partij en zetelt vanaf dan als onafhankelijke.

## Lijst van de verkozenen
| Volksvertegenwoordiger       | Partij         | Kieskring                 | Taalgroep  | Opmerkingen |
| ---------------------------- | -------------- | ------------------------- | ---------- | --- |
| Jos Ansoms                   | CVP            | Antwerpen                 | Nederlands | Secretaris vanaf 7 januari 1993. |
| André Bourgeois              | CVP            | Roeselare-Tielt           | Nederlands | Tot 7 maart 1992 secretaris en voorzitter van de commissie Volksgezondheid en Gezin. |
| Paul Breyne                  | CVP            | Ieper                     | Nederlands | Secretaris tot 7 januari 1993 en quaestor vanaf 7 januari 1993. |
| Hubert Brouns                | CVP            | Tongeren-Maaseik          | Nederlands | |
| Frans Cauwenberghs           | CVP            | Antwerpen                 | Nederlands | Quaestor. |
| Luc Goutry                   | CVP            | Brugge                    | Nederlands | Vervangt vanaf 9 maart 1992 de overleden Daniël Coens. |
| Stefaan De Clerck            | CVP            | Kortrijk                  | Nederlands | |
| Jean-Luc Dehaene             | CVP            | Brussel                   | Nederlands | |
| Paul De Keersmaeker          | CVP            | Brussel                   | Nederlands | |
| Wivina Demeester             | CVP            | Antwerpen                 | Nederlands | |
| Edward Demuyt                | CVP            | Brugge                    | Nederlands | |
| Peter Desmet                 | CVP            | Kortrijk                  | Nederlands | |
| Jo Vandeurzen                | CVP            | Hasselt                   | Nederlands | Vervangt vanaf 7 januari 1993 Luc Dhoore, die op pensioen gaat. Dhoore was quaestor tot 7 januari 1993. |
| Jos Dupré                    | CVP            | Turnhout                  | Nederlands | Secretaris van 18 maart 1992 tot 26 mei 1994 en vanaf 26 mei 1994 ondervoorzitter en voorzitter van de commissie Financiën. |
| Mark Eyskens                 | CVP            | Leuven                    | Nederlands | |
| Ferdinand Ghesquière         | CVP            | Veurne-Diksmuide-Oostende | Nederlands | |
| Annie Leysen                 | CVP            | Turnhout                  | Nederlands | |
| Hugo Marsoul                 | CVP            | Leuven                    | Nederlands | |
| Trees Merckx-Van Goey        | CVP            | Leuven                    | Nederlands | Secretaris vanaf 26 mei 1994, voorzitter van de commissie belast inzake Handels- en Economisch Recht en vanaf 18 maart 1992 voorzitter van de commissie Volksgezondheid en Leefmilieu.                                                                            |
| Chris Moors                  | CVP            | Tongeren-Maaseik          | Nederlands | |
| Lisette Nelis-Van Liedekerke | CVP            | Aalst                     | Nederlands | Stapt op 25 mei 1994 over naar de VLD-fractie. |
| Marc Olivier                 | CVP            | Kortrijk                  | Nederlands | |
| Karel Pinxten                | CVP            | Tongeren-Maaseik          | Nederlands | |
| Freddy Sarens                | CVP            | Mechelen                  | Nederlands | |
| Eddy Schuermans              | CVP            | Hasselt                   | Nederlands | |
| Miet Smet                    | CVP            | Sint-Niklaas              | Nederlands | |
| Paul Tant                    | CVP            | Oudenaarde                | Nederlands | Voorzitter van de CVP-fractie vanaf 21 september 1993. |
| John Taylor                  | CVP            | Dendermonde               | Nederlands | |
| Bart Vandendriessche         | CVP            | Gent-Eeklo                | Nederlands | |
| Mark Van der Poorten         | CVP            | Aalst                     | Nederlands | |
| Jozef Van Eetvelt            | CVP            | Mechelen                  | Nederlands | |
| Johan Van Hecke              | CVP            | Gent-Eeklo                | Nederlands | Voorzitter van de CVP-fractie van 23 december 1991 tot 9 september 1993. |
| Daniël Vanpoucke             | CVP            | Roeselare-Tielt           | Nederlands | Vervangt vanaf 26 mei 1994 Erik Vankeirsbilck, die op pensioen gaat. Vankeirsbilck was tot 26 mei 1994 ondervoorzitter en voorzitter van de commissie Binnenlandse Zaken, Algemene Zaken en Openbaar Ambt.                                                        |
| Gilbert Vanleenhove          | CVP            | Veurne-Diksmuide-Oostende | Nederlands | |
| Jef Van Looy                 | CVP            | Turnhout                  | Nederlands | |
| Tony Van Parys               | CVP            | Gent-Eeklo                | Nederlands | |
| Marc Van Peel                | CVP            | Antwerpen                 | Nederlands | |
| Eric Van Rompuy              | CVP            | Brussel                   | Nederlands | |
| Hugo Weckx                   | CVP            | Brussel                   | Nederlands | |
| Bernard Anselme              | PS             | Namen                     | Frans      | |
| Yvon Biefnot                 | PS             | Bergen                    | Frans      | |
| Colette Burgeon              | PS             | Zinnik                    | Frans      | Secretaris vanaf 11 oktober 1994. |
| Willy Burgeon                | PS             | Thuin                     | Frans      | |
| Philippe Busquin             | PS             | Charleroi                 | Frans      | |
| José Canon                   | PS             | Thuin                     | Frans      | |
| Guy Charlier                 | PS             | Neufchâteau-Virton        | Frans      | |
| Guy Coëme                    | PS             | Hoei-Borgworm             | Frans      | |
| Jacques Collart              | PS             | Charleroi                 | Frans      | |
| Magda De Galan               | PS             | Brussel                   | Frans      | |
| Jean-Maurice Dehousse        | PS             | Luik                      | Frans      | Quaestor tot 7 maart 1992. |
| Jean-Marc Delizée            | PS             | Dinant-Philippeville      | Frans      | Vervangt vanaf 10 juni 1993 Roger Delizée, die de nationale politiek verlaat. Roger Delizée was quaestor van 18 maart 1992 tot 3 juni 1993. |
| François Dufour              | PS             | Doornik-Aat-Moeskroen     | Frans      | |
| Claude Eerdekens             | PS             | Namen                     | Frans      | Voorzitter van de PS-fractie. |
| André Flahaut                | PS             | Nijvel                    | Frans      | Vervangt vanaf 20 juli 1994 Valmy Féaux, die provinciegouverneur van Waals-Brabant wordt. Féaux was secretaris van 17 juni 1993 tot 19 juli 1994 en van 11 mei 1993 tot 19 juli 1994 voorzitter van de commissie Infrastructuur.                                  |
| Gil Gilles                   | PS             | Namen                     | Frans      | |
| Marc Harmegnies              | PS             | Charleroi                 | Frans      | Vanaf 20 juli 1994 voorzitter van de commissie Infrastructuur. |
| Yvon Harmegnies              | PS             | Bergen                    | Frans      | Secretaris tot 11 juni 1993 en quaestor vanaf 11 juni 1993. |
| Jean-Pol Henry               | PS             | Charleroi                 | Frans      | |
| Charles Janssens             | PS             | Luik                      | Frans      | |
| Jean-Marie Léonard           | PS             | Luik                      | Frans      | |
| Anne-Marie Lizin             | PS             | Hoei-Borgworm             | Frans      | |
| Yvan Mayeur                  | PS             | Brussel                   | Frans      | |
| Charles Minet                | PS             | Luik                      | Frans      | |
| Philippe Moureaux            | PS             | Brussel                   | Frans      | |
| Jean Namotte                 | PS             | Luik                      | Frans      | |
| Laurette Onkelinx            | PS             | Luik                      | Frans      | Tot 7 maart 1992 ondervoorzitter en voorzitter van de commissie Justitie. |
| Jean-Pierre Perdieu          | PS             | Doornik-Aat-Moeskroen     | Frans      | Quaestor. |
| Francis Poty                 | PS             | Charleroi                 | Frans      | |
| Jacques Santkin              | PS             | Aarlen-Marche-Bastenaken  | Frans      | |
| Eric Tomas                   | PS             | Brussel                   | Frans      | Tot 11 mei 1993 voorzitter van de commissie Infrastructuur. |
| Robert Urbain                | PS             | Bergen                    | Frans      | |
| Alain Van der Biest          | PS             | Luik                      | Frans      | |
| Léon Walry                   | PS             | Nijvel                    | Frans      | |
| Yvan Ylieff                  | PS             | Verviers                  | Frans      | Vanaf 18 maart 1992 ondervoorzitter en voorzitter van de commissie Justitie. |
| Eddy Baldewijns              | SP             | Hasselt                   | Nederlands | Tot 20 januari 1994 quaestor en voorzitter van de commissie Landbouw en Middenstand. |
| Gilbert Bossuyt              | SP             | Kortrijk                  | Nederlands | Tot 26 oktober 1994 ondervoorzitter, tot 26 mei 1994 voorzitter van de commissie Financiën, van 26 mei tot 27 oktober 1994 voorzitter van de commissie Binnenlandse Zaken, Algemene Zaken en Openbaar Ambt en voorzitter van de SP-fractie vanaf 26 oktober 1994. |
| Maurice Bourgois             | SP             | Ieper                     | Nederlands | |
| Pierre Chevalier             | SP             | Brugge                    | Nederlands | Stapt op 23 november 1992 over naar de VLD-fractie. |
| Charles Moyaerts             | SP             | Hasselt                   | Nederlands | Vervangt vanaf 27 oktober 1994 Willy Claes, die secretaris-generaal van de NAVO wordt. |
| Marcel Colla                 | SP             | Antwerpen                 | Nederlands | Voorzitter van de SP-fractie van 10 maart 1992 tot 18 juli 1994. |
| Norbert De Batselier         | SP             | Dendermonde               | Nederlands | |
| Jos De Bremaeker             | SP             | Antwerpen                 | Nederlands | |
| Johan De Mol                 | SP             | Dendermonde               | Nederlands | |
| Erik Derycke                 | SP             | Kortrijk                  | Nederlands | |
| Fred Dielens                 | SP             | Brussel                   | Nederlands | |
| Lode Hancké                  | SP             | Antwerpen                 | Nederlands | |
| Patrick Hostekint            | SP             | Roeselare-Tielt           | Nederlands | Vanaf 20 januari 1994 voorzitter van de commissie Landbouw en Middenstand. |
| Renaat Landuyt               | SP             | Brugge                    | Nederlands | |
| Carlos Lisabeth              | SP             | Gent-Eeklo                | Nederlands | |
| Marcel Logist                | SP             | Leuven                    | Nederlands | |
| Jan Peeters                  | SP             | Turnhout                  | Nederlands | |
| Leo Peeters                  | SP             | Brussel                   | Nederlands | Quaestor van 20 januari 1994 tot 1 januari 1995. |
| André Schellens              | SP             | Leuven                    | Nederlands | Quaestor vanaf 19 januari 1995. |
| Jef Sleeckx                  | SP             | Turnhout                  | Nederlands | Secretaris. |
| Guy Swennen                  | SP             | Tongeren-Maaseik          | Nederlands | |
| Johan Vande Lanotte          | SP             | Veurne-Diksmuide-Oostende | Nederlands | |
| Luc Van den Bossche          | SP             | Gent-Eeklo                | Nederlands | |
| Frank Vandenbroucke          | SP             | Leuven                    | Nederlands | |
| Dirk Van der Maelen          | SP             | Aalst                     | Nederlands | Vervangt vanaf 16 december 1991 Herman De Loor, die provinciaal senator in de Belgische Senaat wordt. Van der Maelen is vanaf 27 oktober 1994 ondervoorzitter en voorzitter van de commissie Binnenlandse Zaken, Algemene Zaken en Openbaar Ambt.                 |
| Jean Van der Sande           | SP             | Mechelen                  | Nederlands | |
| Louis Vanvelthoven           | SP             | Tongeren-Maaseik          | Nederlands | |
| Magda De Meyer               | SP             | Sint-Niklaas              | Nederlands | Vervangt vanaf 23 juli 1994 Freddy Willockx, die lid wordt van het Europees Parlement. Willockx was voorzitter van de SP-fractie tot 7 maart 1992. |
| Peter Berben                 | PVV            | Tongeren-Maaseik          | Nederlands | |
| Ward Beysen                  | PVV            | Antwerpen                 | Nederlands | |
| Louis Bril                   | PVV            | Roeselare-Tielt           | Nederlands | |
| Marc Cordeel                 | PVV            | Sint-Niklaas              | Nederlands | |
| Willy Cortois                | PVV            | Brussel                   | Nederlands | Voorzitter van de PVV-fractie tot 9 maart 1992 en secretaris vanaf 10 maart 1992. |
| Rik Daems                    | PVV            | Leuven                    | Nederlands | |
| Didier Ramoudt               | PVV            | Veurne-Diksmuide-Oostende | Nederlands | Vervangt vanaf 29 juni 1992 de overleden Willy Declerck. |
| Etienne de Groot             | PVV            | Antwerpen                 | Nederlands | |
| Annie De Maght               | PVV            | Aalst                     | Nederlands | |
| Julien Demeulenaere          | PVV            | Veurne-Diksmuide-Oostende | Nederlands | |
| André Denys                  | PVV            | Gent-Eeklo                | Nederlands | |
| Roland Deswaene              | PVV            | Gent-Eeklo                | Nederlands | |
| Jacques Devolder             | PVV            | Brugge                    | Nederlands | Voorzitter van de commissie Landsverdediging. |
| Patrick Dewael               | PVV            | Tongeren-Maaseik          | Nederlands | Voorzitter van de PVV/VLD-fractie vanaf 9 maart 1992. |
| Geert Versnick               | PVV            | Gent-Eeklo                | Nederlands | Vervangt vanaf 21 april 1994 de overleden Emile Flamant. Flamant was tot aan zijn dood op 3 april 1994 ondervoorzitter en voorzitter van de commissie Sociale Zaken.                                                                                              |
| André Kempinaire             | PVV            | Kortrijk                  | Nederlands | Vanaf 11 mei 1994 ondervoorzitter en voorzitter van de commissie Buitenlandse Betrekkingen. |
| Marcel Seghers               | PVV            | Brussel                   | Nederlands | Vervangt vanaf 20 juli 1994 Annemie Neyts, die lid wordt van het Europees Parlement. |
| Léon Pierco                  | PVV            | Leuven                    | Nederlands | |
| Stefaan Platteau             | PVV            | Brussel                   | Nederlands | |
| Willy Taelman                | PVV            | Turnhout                  | Nederlands | Quaestor. |
| Maurice Vanhoutte            | PVV            | Mechelen                  | Nederlands | |
| Dirk Van Mechelen            | PVV            | Antwerpen                 | Nederlands | |
| Valère Vautmans              | PVV            | Hasselt                   | Nederlands | |
| Fons Vergote                 | PVV            | Roeselare-Tielt           | Nederlands | |
| Guy Verhofstadt              | PVV            | Gent-Eeklo                | Nederlands | |
| Marc Verwilghen              | PVV            | Dendermonde               | Nederlands | Secretaris tot 10 maart 1992. |
| André Bertouille             | PRL            | Doornik-Aat-Moeskroen     | Frans      | Quaestor. |
| Etienne Bertrand             | PRL            | Thuin                     | Frans      | |
| André Damseaux               | PRL            | Verviers                  | Frans      | |
| Jean-Pierre de Clippele      | PRL            | Brussel                   | Frans      | |
| Armand De Decker             | PRL            | Brussel                   | Frans      | Secretaris. |
| Didier Reynders              | PRL            | Luik                      | Frans      | Vervangt vanaf 22 december 1992 Janine Delruelle, die rechter van het Arbitragehof wordt. |
| Daniel Ducarme               | PRL            | Charleroi                 | Frans      | Vanaf 29 mei 1992 ondervoorzitter en voorzitter van de commissie Bedrijfsleven, Wetenschapsbeleid, Onderwijs, Wetenschappelijke en Culturele Instellingen. |
| Antoine Duquesne             | PRL            | Aarlen-Marche-Bastenaken  | Frans      | |
| Daniel Bacquelaine           | PRL            | Luik                      | Frans      | Vervangt vanaf 20 juli 1994 Jean Gol, die lid wordt van het Europees Parlement. Gol was tot 25 mei 1992 ondervoorzitter en voorzitter van de commissie Buitenlandse Betrekkingen.                                                                                 |
| Pierre Hazette               | PRL            | Hoei-Borgworm             | Frans      | |
| Etienne Knoops               | PRL            | Charleroi                 | Frans      | |
| Serge Kubla                  | PRL            | Nijvel                    | Frans      | Voorzitter van de PRL-fractie tot 9 maart 1992. |
| Louis Michel                 | PRL            | Nijvel                    | Frans      | Vanaf 9 maart 1992 voorzitter van de PRL-fractie. |
| Willem Draps                 | PRL            | Brussel                   | Frans      | Vervangt vanaf 16 juni 1992 Roger Nols, die op pensioen gaat. |
| Guy Pierard                  | PRL            | Zinnik                    | Frans      | |
| Jacques Pivin                | PRL            | Brussel                   | Frans      | |
| Guy Saulmont                 | PRL            | Dinant-Philippeville      | Frans      | |
| Jean-Marie Severin           | PRL            | Namen                     | Frans      | |
| Jacques Simonet              | PRL            | Brussel                   | Frans      | Vervangt vanaf 16 juni 1992 Henri Simonet, die op pensioen gaat. |
| Marie-Laure Stengers         | PRL            | Brussel                   | Frans      | |
| Pierre Beaufays              | PSC            | Namen                     | Frans      | |
| Philippe Charlier            | PSC            | Charleroi                 | Frans      | |
| Anne-Marie Corbisier-Hagon   | PSC            | Charleroi                 | Frans      | |
| Nathalie de T'Serclaes       | PSC            | Brussel                   | Frans      | |
| Jean-Pierre Detremmerie      | PSC            | Doornik-Aat-Moeskroen     | Frans      | Quaestor. |
| Albert Gehlen                | PSC            | Verviers                  | Frans      | Secretaris en van 9 tot 18 maart 1992 tevens voorzitter van de PSC-fractie. |
| Jean-Pierre Grafé            | PSC            | Luik                      | Frans      | |
| Ghislain Hiance              | PSC            | Luik                      | Frans      | |
| Guy Hollogne                 | PSC            | Zinnik                    | Frans      | |
| Raymond Langendries          | PSC            | Nijvel                    | Frans      | Voorzitter van de PSC-fractie vanaf 18 maart 1992. |
| Michel Lebrun                | PSC            | Dinant-Philippeville      | Frans      | Voorzitter van de PSC-fractie tot 7 januari 1992. |
| Albert Liénard               | PSC            | Bergen                    | Frans      | |
| Charles-Ferdinand Nothomb    | PSC            | Aarlen-Marche-Bastenaken  | Frans      | Parlementsvoorzitter, tot 29 mei 1992 voorzitter van de commissie Bedrijfsleven en Wetenschapsbeleid, van 29 mei 1992 tot 21 april 1994 voorzitter van de commissie Buitenlandse Betrekkingen en vanaf 21 april 1994 voorzitter van de commissie Sociale Zaken.   |
| Jean-Pol Poncelet            | PSC            | Neufchâteau-Virton        | Frans      | |
| Georges Sénéca               | PSC            | Doornik-Aat-Moeskroen     | Frans      | |
| René Thissen                 | PSC            | Verviers                  | Frans      | |
| Denis Grimberghs             | PSC            | Brussel                   | Frans      | Vervangt vanaf 16 december 1991 Jean-Louis Thys, die verkiest om het mandaat van Kamerlid niet te cumuleren met het ministerschap in de Brusselse Hoofdstedelijke Regering en dus niet wenst te zetelen.                                                          |
| Melchior Wathelet            | PSC            | Verviers                  | Frans      | |
| Gerolf Annemans              | Vlaams Blok    | Antwerpen                 | Nederlands | Voorzitter van de Vlaams Blok-fractie. |
| Xavier Buisseret             | Vlaams Blok    | Antwerpen                 | Nederlands | |
| Jean Caubergs                | Vlaams Blok    | Hasselt                   | Nederlands | |
| Filip De Man                 | Vlaams Blok    | Brussel                   | Nederlands | |
| Filip Dewinter               | Vlaams Blok    | Antwerpen                 | Nederlands | |
| Marijke Dillen               | Vlaams Blok    | Antwerpen                 | Nederlands | |
| John Spinnewyn               | Vlaams Blok    | Turnhout                  | Nederlands | |
| Francis Van den Eynde        | Vlaams Blok    | Gent-Eeklo                | Nederlands | |
| Joris Van Hauthem            | Vlaams Blok    | Brussel                   | Nederlands | |
| Luk Van Nieuwenhuysen        | Vlaams Blok    | Mechelen                  | Nederlands | |
| Karim Van Overmeire          | Vlaams Blok    | Oudenaarde                | Nederlands | |
| Frans Wymeersch              | Vlaams Blok    | Sint-Niklaas              | Nederlands | |
| Vic Anciaux                  | Volksunie      | Brussel                   | Nederlands | |
| Herman Candries              | Volksunie      | Mechelen                  | Nederlands | Stapt op 15 september 1993 over naar de CVP-fractie. Candries was voorzitter van de Volksunie-fractie tot 15 september 1993. |
| Jan Caudron                  | Volksunie      | Aalst                     | Nederlands | |
| Hugo Coveliers               | Volksunie      | Antwerpen                 | Nederlands | Stapt op 9 februari 1993 over naar de VLD-fractie. |
| Jaak Gabriels                | Volksunie      | Tongeren-Maaseik          | Nederlands | Zetelt van 13 oktober tot 22 november 1992 als onafhankelijke en stapt op 23 november 1992 over naar de VLD-fractie. |
| Herman Lauwers               | Volksunie      | Antwerpen                 | Nederlands | Voorzitter van de Volksunie-fractie vanaf 21 september 1993. |
| Hugo Olaerts                 | Volksunie      | Hasselt                   | Nederlands | |
| Johan Sauwens                | Volksunie      | Hasselt                   | Nederlands | |
| Paul Van Grembergen          | Volksunie      | Gent-Eeklo                | Nederlands | |
| Etienne Van Vaerenbergh      | Volksunie      | Brussel                   | Nederlands | |
| José Brisart                 | Ecolo          | Zinnik                    | Frans      | |
| Marcel Cheron                | Ecolo          | Nijvel                    | Frans      | |
| Philippe Dallons             | Ecolo          | Charleroi                 | Frans      | |
| Philippe Defeyt              | Ecolo          | Namen                     | Frans      | Voorzitter van de Ecolo-Agalev-fractie vanaf 11 mei 1994. |
| René Dejonckheere            | Ecolo          | Doornik-Aat-Moeskroen     | Frans      | |
| Thierry Detienne             | Ecolo          | Luik                      | Frans      | |
| Jean Thiel                   | Ecolo          | Luik                      | Frans      | Vervangt vanaf 11 mei 1994 Jacky Morael, die secretaris-generaal van Ecolo wordt. Morael was voorzitter van de Ecolo-Agalev-fractie van 28 september 1993 tot 4 mei 1994.                                                                                         |
| François Saussus             | Ecolo          | Brussel                   | Frans      | Vervangt vanaf 18 januari 1995 Henri Simons, die schepen van Brussel wordt. |
| Jean-Pierre Viseur           | Ecolo          | Bergen                    | Frans      | Secretaris vanaf 19 januari 1995. |
| Vincent Decroly              | Ecolo          | Brussel                   | Frans      | Vervangt vanaf 11 januari 1995 Xavier Winkel, die schepen van Schaarbeek wordt. Winkel was secretaris tot 9 januari 1995. |
| Lodewijk Steenwegen          | Agalev         | Leuven                    | Nederlands | Vervangt vanaf 20 juli 1994 Magda Aelvoet, die lid wordt van het Europees Parlement. |
| Luc Barbé                    | Agalev         | Aalst                     | Nederlands | |
| Wilfried De Vlieghere        | Agalev         | Brussel                   | Nederlands | |
| Vera Dua                     | Agalev         | Gent-Eeklo                | Nederlands | |
| Jos Geysels                  | Agalev         | Turnhout                  | Nederlands | |
| Hugo Van Dienderen           | Agalev         | Antwerpen                 | Nederlands | |
| Peter Luyten                 | Agalev         | Antwerpen                 | Nederlands | Vervangt vanaf 11 januari 1995 Mieke Vogels, die schepen van Antwerpen wordt. Vogels was voorzitter van de Ecolo-Agalev-fractie tot 28 september 1993. |
| Jan Decorte                  | ROSSEM         | Brussel                   | Nederlands | Zetelt vanaf 1 september 1993 als onafhankelijke. |
| Louis Standaert              | ROSSEM         | Antwerpen                 | Nederlands | Zetelt vanaf 11 januari 1995 als onafhankelijke. |
| Jean-Pierre Van Rossem       | ROSSEM         | Antwerpen                 | Nederlands | Zetelt van 5 oktober tot 30 oktober 1992 en vanaf 13 december 1993 als onafhankelijke. Van Rossem was van 13 februari tot 5 oktober 1992 en van 30 oktober 1992 tot 1 september 1993 voorzitter van de ROSSEM-fractie.                                            |
| Georges Clerfayt             | FDF/PPW        | Brussel                   | Frans      | Voorzitter van de FDF/PPW-fractie. |
| Olivier Maingain             | FDF/PPW        | Brussel                   | Frans      | |
| Martine Payfa                | FDF/PPW        | Brussel                   | Frans      | Vervangt vanaf 20 juli 1994 Antoinette Spaak, die lid wordt van het Europees Parlement. |
| Georges Matagne              | Front National | Brussel                   | Frans      | |

## Commissies
Op 26 november 1992 werd een parlementaire onderzoekscommissie opgericht belast met het onderzoek naar een structureel beleid met het oog op de bestraffing en de uitroeiing van de mensenhandel.
Op 5 maart 1993 werd een parlementaire onderzoekscommissie opgericht inzake de in-, uit- en doorvoer van industriële en huishoudelijke afvalstoffen.
Op 17 juni 1993 werd een parlementaire onderzoekscommissie opgericht belast met het onderzoek naar legeraankopen.